# كرولا دي فيل
كرولا دي فيل هي شخصية خيالية من تأليف دودي سميث وهي الشخصية الشريرة في روايتها مئة مرقش ومرقش،ظهرت الشخصية في عدة أفلام أبرزها فيلم 101 مرقش إنتاج سنة 1996 وقامت بأداء الدور غلين كلوز.
قامت بخطف 97 أو 99 كلب دلماسي في فيلم ديزني تم الكشف بأن سبب أختيار كرولا لجلود الجراء الصغيرة كونها ناعمة على عكس الكلاب الكبيرة التي يكون فروها خشناً ولا يباع جيداً في صناعة الأزياء.
أصبحت كرولا في الثقافة العامة أيقونة ورمزاً للشر،احتلت كرولا المرتبة رقم 39 في قائمة معهد الفيلم الأمريكي 100 عام و100 بطل وشرير.